# ادريانو بيليغرينو
ادريانو بيليغرينو (بالإنجليزية: Adriano Pellegrino)‏ هو لاعب كرة قدم أسترالي في مركز الوسط، ولد في 9 يونيو 1984 في أديلايد في أستراليا. شارك مع منتخب أستراليا تحت 20 سنة لكرة القدم. أما مع النوادي، فقد لعب مع أديلايد سيتي وأديلايد يونايتد وبنوم بنه كراون وتلسا رافنكس وسنترال كوست مارينرز ونادي برث غلوري ونورث إيسترن ميترو ستارز وويسترن سترايكرز.